# Lachnaea marlothii
Lachnaea marlothii är en tibastväxtart som beskrevs av Schlechter. Lachnaea marlothii ingår i släktet Lachnaea och familjen tibastväxter. Inga underarter finns listade i Catalogue of Life.